# Liste der Prämonstratenserklöster
Die Liste der Prämonstratenserklöster enthält bestehende und ehemalige Klöster und Stifte des Ordens der Prämonstratenser. Sie sind nach heutigen Ländergrenzen geordnet.

## Prämonstratenser

### Belgien
- Abtei Antwerpen, gegründet 1124 vom hl. Norbert, 1796 aufgehoben
- Abtei Averbode (gegründet 1134, in der Französischen Revolution unterdrückt, 1834 wiederbesiedelt)
- Abtei Floreffe in Floreffe (gegründet 1121, 1797 in der Französischen Revolution unterdrückt, 1842 endgültig aufgegeben)
- Abtei Notre-Dame de Leffe in Leffe, Dinant (1152–1794, 1883 wiederbesiedelt)
- Abtei Ninove (gegründet 1137, 1797 in der Französischen Revolution unterdrückt, nur die Kirche ist erhalten)
- Abtei Postel in Postel (1138 als Priorat gegründet, 1613 selbstständig, Abtei seit 1618, 1797 unterdrückt, 1840 in Limburg wiedererrichtet, seit 1847 wieder in Postel)
- Parkabtei (gegründet 1129, in der Französischen Revolution unterdrückt, 1836 wiederbesiedelt)
- Abtei Tongerlo in Westerlo, gegründet 1130

### Deutschland
- Kloster Adelberg (Adelberg, 1178–1535, 1547–1552, 1630–1648)
- Kloster Aland (bei Emden, ca. 1240 – ???)
- Kloster Allerheiligen (Oppenau, Schwarzwald, ca. 1192 – 1802, säkularisiert)
- Kloster Arnstein (1139–1803, säkularisiert, seit 1919 Arnsteiner Patres)
- Kloster Bebenhausen (ca. 1183 als Prämonstratenserchorherrenstift gegründet, ab 1189/90 von Zisterziensern besiedelt, nach der Reformation aufgelöst)
- Domstift Brandenburg in Brandenburg an der Havel (1138–1506)
- Prämonstratenserstift St. Marien auf dem Harlunger Berg nahe Brandenburg an der Havel (aufgelöst)
- Kloster Broda bei Neubrandenburg (1170–1551)
- Kloster Cappenberg (1122–1803, erstes Prämonstratenserstift im deutschsprachigen Raum, säkularisiert)
- Kloster Clarholz (1133–1803, säkularisiert durch Graf Moritz Casimir II. von Bentheim-Tecklenburg)
- Kloster Dorlar, Lahnau (~1297–1437 Prämonstratenserinnen, 1437–1540 Priorat von Rommersdorf, danach bis 1641 Klostergut)
- Kloster Ebstorf (1197 bis 14. Jahrhundert, danach Benediktinerinnen (14. Jahrhundert bis 1529), ab 1529 evang. Damenstift)
- Kloster Georgenberg (1149–1540, säkularisiert, abgebrochen)
- Kloster Gerlachsheim (Lauda-Königshofen, zunächst Frauen- und späteres Männerkloster, 1197/1209–1562 und 1717–1803, säkularisiert)
- Stiftskloster Gottes Gnade bei Calbe (1131 Grundsteinlegung, im Dreißigjährigen Krieg weitgehend zerstört, 1726 Kirche abgetragen)
- Kloster Gottesstadt in Oderberg (1231–1258)
- Kloster Gramzow (ca. 1216 – 1535)
- Kloster Himmelspforte Grenzach-Wyhlen
- Kloster Grobe (Usedom, 1155–1184, danach verlegt nach Marienberg bei Watecow)
- Abtei Hamborn (Duisburg, 1136–1806 und seit 1959)
- Kloster Hausen (1161–1565)
- Domstift Havelberg in Havelberg (1144–1507)
- Kloster Heiligenthal in (Lüneburg, 1313 Gründung bei Lüneburg, 1382 Umzug in die Stadt Lüneburg, 1530 aufhoben)
- Kloster Ilbenstadt (Wetterau, 1122–1804)
- Kloster Ilfeld (vor 1190–1526/46 und 1629–31, Gebäude 1849 abgerissen und durch einen Neubau ersetzt)
- Kloster Jerichow (Jerichow, Sachsen-Anhalt (ca. 1144 – 1631))
- Kloster Kaiserslautern (1158–1510, Kloster 1819 abgerissen, Kirche prot. Pfarrkirche)
- Kloster Keppel (Hilchenbach, Nordrhein-Westfalen, vor 1236 gegründet, 1594 in ein freiweltliches Damenstift überführt, 1812 säkularisiert)
- Kloster Knechtsteden (bei Dormagen, 1129–1802, ab 1895 von Spiritanern wiederaufgebaut und neubesiedelt)
- Prämonstratenserkonvent Magdeburg in (Magdeburg, seit 1991/96, abhängiges Priorat der Abtei Hamborn)
- Kloster Marienberg bei Watecow (1184–1308/10, dann verlegt nach Pudagla)
- Kloster Marchtal (Obermarchtal, 1171–1803)
- Kloster Mildenfurth (Wünschendorf/Elster, 1193–1543)
- Kloster Neustift (Freising, 1141–1803, säkularisiert)
- Kloster Obermedlingen (1987–1996 Stift Tepl in Obermedlingen, vorher Dominikanerinnen (1260–1555), Dominikaner (1651–1804), Oblaten (1923–1987), seit 1996 Marianer)
- Kloster Oberzell (1128–1803, seit 1903 Zeller Schwestern (Franziskanerinnen))
- Kloster Osterhofen (1128–1783)
- Kloster Pudagla auf Usedom (1308/10–1535)
- Domstift Ratzeburg (1158–1372)
- Kloster Reichenstein (1135–1802, säkularisiert, nach erfolgtem Wiederaufbau Benediktinerkloster)
- Kloster Rode (1147–1540)
- Kloster Roggenburg (Roggenburg, ca. 1126 – 1802 und seit 1986, abhängiges Priorat (1992) der Abtei Windberg)
- Kloster Rot an der Rot (Rot an der Rot, ca. 1140 – 1803 und 1948–1959 Chorherren, 1950–2007 Prämonstratenserinnen (3. Orden))
- Kloster Rommersdorf bei Neuwied (ca. 1135 – 1803, davor seit 1117 Benediktiner, jedoch frühzeitig Aufgabe der Baustelle)
- Abtei Sayn in Bendorf-Sayn (1202–1803, 2007 Gründung einer Prämonstratenser-Tertiaren-Gemeinschaft)
- Kloster Schäftlarn bei München (Benediktinerkloster ab 762 ca. 200 Jahre, 1140 Neubegründung als Prämonstratenserkloster durch Otto, Bischof von Freising und Geschichtsschreiber, 1803 säkularisiert, von 1845 bis 1866 Nymphenburger Kongregation der Englischen Fräulein, 1866 durch eine Stiftung König Ludwigs I., der 1848 zugunsten seines Sohnes Maximilian II. († 1864) abgedankt hatte, der Benediktinerkongregation übergeben, seit 1910 wieder Benediktinerabtei)
- Kloster Scheda (Wickede an der Ruhr) (1143–1809)
- Kloster Schussenried (Bad Schussenried, 1183–1803, säkularisiert)
- Kloster Selbold, Langenselbold (1108–1546)
- Kloster Speinshart (Speinshart, Bayern, 1145 bis nach 1556; 1661/69–1803; seit 1921)
- Kloster Spieskappel (1130/40–1527)
- Kloster St. Salvator (Griesbach) (1289–1803)
- Kloster St. Georg Stade (1132 bis nach 1527)
- Kloster Steinfeld (1126–1802, säkularisiert, seit 1923 im Besitz des Salvatorianerordens)
- Kloster Steingaden (1147–1803, säkularisiert)
- Kloster Unser Lieben Frauen (Magdeburg 1129 übereignet, 1632 aufgegeben)
- Kloster Ursberg (1125–1803, säkularisiert)
- Stift Varlar (1123/24–1803, säkularisiert, heute Schloss)
- Kloster Veßra  (Doppelkloster 1131/35 bis 1175, danach bis 1573 Prämonstratenser, Prämonstratenserinnen nach Kloster Trostadt)
- Kloster Wadgassen (in Wadgassen, gegründet ca. 1135 als Tochterkloster von Abtei Prémontré, 1792 aufgehoben)
- Kloster Weißenau (bei Ravensburg, 1141–1803, säkularisiert)
- Kloster Wedinghausen (in Arnsberg, 1170/73–1803, säkularisiert)
- Kloster Wenau (in Wenau, Nordrhein-Westfalen, Doppelkloster 1122–1340, danach bis 1802 Prämonstratenserinnen, Prämonstratenser nach Kloster Schwarzenbroich)
- Kloster Windberg (Windberg bei Straubing, Bayern, ca. 1140 – 1803 und seit 1923)

### Frankreich
- Kloster Abbecourt bei Orgeval (Yvelines) (1180–1790, aufgehoben)
- Kloster Amiens, Amiens (1124–1790, aufgehoben)
- Abtei Saint-Josse de Dommartin in Tortefontaine (Département Pas-de-Calais) (aufgehoben)
- Abtei Étival (1147–1789, 7. Jahrhundert–880 Benediktiner und Benediktinerinnen, 881–1147 Kollegiatstift)
- Abtei Joyenval in Chambourcy (Département Yvelines), gegründet 1224, seit Anfang des 18. Jahrhunderts Priorat, in der Folge der Französischen Revolution in Ruinen
- Abtei Pont-à-Mousson (1126–1792, aufgehoben)
- Abtei Marcheroux in Beaumont-les-Nonnains südlich von Beauvais (1147–1791)
- Abtei Mondaye bei Bayeux (gegründet 1201, in der Französischen Revolution unterdrückt, 1859 wiederbesiedelt), aktiv
- Abtei Prémontré Mutterhaus des Ordens (1120–1789) aufgelöst
- Kloster Notre-Dame de Séry in Bouttencourt (1136–1790)
- Saint-Michel-de-Frigolet bei Avignon (seit 1869 Prämonstratenser-Chorherren, 10. Jahrhundert–1791 Benediktiner), aktiv[1]

### Großbritannien
- Kloster Alnwick (1147–1539)
- Coverham Abbey (1212–1536)
- Dryburgh Abbey (1150–1544)
- Egglestone Abbey (1190–1540)
- Soulseat Abbey

### Israel
- Kloster St. Samuel Akkon (Akkon, 1187/1191–1291), untergegangen
- Abtei St. Samuel, 1150–1187
- Kloster St. Joseph und Habakuk bei Lod, heute Tel Aviv (1137? – Ende 13. Jahrhundert, Tochterkloster von Floreffe), untergegangen

### Italien
- Kloster Antrodoco, Antrodoco (1215–1454/1808)
- Abtei Sant’Antimo, südlich von Montalcino (gegründet im 8. Jahrhundert, als Benediktinerkloster 1462 aufgehoben. Seit 1979 Chorherren nach dem Vorbild der Prämonstratenser, 2011 in den Prämonstratenserorden aufgenommen)

### Niederlande
- Abtei Middelburg (1127–1574)
- Oldeklooster

### Österreich
- Stift Geras (Stadt Geras, nördlich von Horn, seit ca. 1153), aktiv
- Stift Griffen (bei Griffen in Kärnten, 1236–1786, aufgehoben)
- Stift Pernegg (bei Pernegg, ca. 1153 – 1585 Chorfrauen, erst danach Chorherren, 1783 aufgehoben, gehört jetzt zum Stift Geras, aufgehoben)
- Stift Schlägl (bei Aigen im Mühlkreis, seit 1218), aktiv
- Stift Wilten (Stadtteil von Innsbruck, seit vor 1138), aktiv
- Himmelpfortkloster (Wien, 1783 aufgehoben)[1]

### Polen
- Kloster Belbuck, bei Treptow an der Rega in Pommern (1208–1531, vorher seit 1180 Zisterzienser, aufgehoben)
- Czarnowanz, ehemaliges Kloster in Oberschlesien
- Kloster St. Vinzenz auf dem Elbing bei Breslau (um 1180–1810, vorher seit ca. 1120 Benediktiner)
- Kloster Brzesko
- Kloster Nowy Sącz in Kleinpolen
- Kloster Witów

### Rumänien
- Kloster Abrany, bei Marghitta (Marghita, vor 1235 bis ins 16. Jahrhundert, aufgehoben)
- Kloster Oradea Mare, bei Oradea (nach 1130–1494, (1494–1705 Kartäuser), 1705–1787, 1924 bis ca. 1945, seit 1990)

### Schweiz
- Abbaye du Lac de Joux in L’Abbaye, VD (1126–1536), während der Reformation aufgehoben
- Abtei von Bellelay in Bellelay, Gemeinde Saicourt BE (1136–1798), von den französischen Revolutionstruppen aufgehoben
- Abtei St. Luzi in Chur (vor 1149 bis 1538 und 1630 bis 1806)
- Kloster Rüti in Rüti ZH (1206–1525), während der Reformation aufgehoben />

### Slowakei
- Kloster Holíč in Holíč
- Kloster Jasov in Jasov

### Spanien
- Kloster Santa María la Real (Aguilar de Campoo, 1150/1169–1835)
- Kloster Alba de Tormes (Alba de Tormes bei Salamanca, ca. 1154 – 1441)
- Kloster Almazán, Almazán (1237 – ca. 1830)
- Priorat Santa Maria del Bellpuig in Artà (1230–1425) aufgelöst

### Tschechien
- Kloster Hradisko (dt. Hradisch, 1151–1783, aufgehoben, vorher Benediktiner (1078–1151))
- Kloster Litomyšl (dt. Leitomischl)
- Kloster Louka (dt. Klosterbruck, 1190–1784, aufgehoben)
- Kloster Milevsko (dt. Mühlhausen, 1184–1785)
- Kloster Nová Říše (dt. Neureisch, Chorfrauen 1211–1556, seit 1556 Chorherren)
- Kloster Strahov (Prag, seit 1140)
- Kloster Teplá (dt. Tepl, 1193–1946/48, seit 1990, bestehend)
- Kloster Zábrdovice (dt. Obrowitz, 1200–1784)
- Kloster Želiv (dt. Selau, 1148/1149–1468, 1623–1950, seit 1991, bestehend, davor Benediktiner (1139–1148), Privateigentum (1468–1599))

### Ungarn
- Kloster Adony (Nyíradony, 1245/60 bis ins 16. Jahrhundert, aufgehoben)
- Kloster Csorna in Csorna (1180–1786, 1802–1950, seit 1989)
- Kloster Gödöllő in Gödöllő (1923–1950, seit 1989)
- Prämonstratenserkloster Türje in Türje (vor 1230–um 1550, 1720–1785, 1802–1950)

## Prämonstratenserinnen

### Deutschland
- Kloster Adelberg (Adelberg, 1178–1476)
- Kloster Aland (bei Emden, ca. 1240 – 1560/72)
- Kloster Altenberg, Lahn-Dill-Kreis (1170–1802, seit 1955 Königsberger Diakonie)
- Kloster Antonigartzem in Enzen, einem Stadtteil von Zülpich (1704/05–1802)
- Kloster Beselich, Obertiefenbach, Beselich (ca. 1197 – 1588)
- Kloster Dorlar, Lahnau (~1297–1437, 1437–1540 Prämonstratenser, danach bis 1641 Klostergut, Kirche seit der Reformation ev. Pfarrkirche)
- Katharinenkloster Dortmund (ca. 1193 – 1803)
- Kloster Dünnwald (heute: Köln-Dünnwald) (nach 1117–1643)
- Kloster Elsey, Hagen-Hohenlimburg (ca. 1220 bis ins 15. Jahrhundert, danach Damenstift bis ca. 1810)
- Kloster Füssenich (1147–1812)
- Kloster Gerlachsheim (Lauda-Königshofen, zunächst Frauen- und späteres Männerkloster, 1197/1209–1562 und 1717–1803, säkularisiert)
- Kloster Hachborn (Ebsdorfergrund, 1186–1527)
- Stift Cappel (um 1140–1577), Propstei Eikeloh bis 1802 fortbestehend
- Kloster Konradsdorf (1191–1581)
- Kloster Langwaden (gegründet 1145 in Langwaden, heute Stadtteil von Grevenbroich), 1802 in der Säkularisation aufgehoben, seit 1964 ist das Kloster durch Zisterziensermönche wiederbesiedelt
- Kloster Lochgarten
- Kloster Maria Engelport (1272–1802)
- Kloster Meerholz (Hessen) (um 1150–1554), erste urkundliche Erwähnung 1173, endgültige Auflösung 1564
- Kloster Michelfeld (Unterfranken) (1261–1305)
- Kloster Niederehe, Üxheim (1175–1803)
- Kloster Oelinghausen (bei Arnsberg, 1174–1804, bis ins 13. Jahrhundert Doppelkloster, 1956–1991 Mariannhiller Missionare, seit 1992 Schwestern der hl. Maria Magdalena Postel (Heiligenstädter Schulschwestern))
- Kloster Rehna (Mecklenburg) (vor 1319–1552)
- Kloster Rumbeck (bei Arnsberg, 1188–1804/06, säkularisiert)
- Prämonstratenserinnenkloster Schäftersheim
- Kloster St. Marien, Heinsberg (vor 1140–1803, zunächst Doppelkloster für Männer und Frauen, der Männerkonvent wurde 1479 aufgehoben)
- Kloster Sulz (–1556)
- Kloster Tiefenthal (Eltville-Martinsthal, Rheingau, Mitte des 12. Jahrhunderts bis 1237, Zisterzienserinnen (1237–1803), seit 1898 Dernbacher Schwestern)
- Kloster Trostadt (in Trostadt, Ortsteil von Reurieth, 1175–1579)
- Kloster Untermarchtal (vor 1200 bis 1273)
- Kloster Wenau (in Wenau, Nordrhein-Westfalen, 1122–1802, Doppelkloster bis 1340, danach Prämonstratenser nach Kloster Schwarzenbroich)
- Kloster Wülfersberg bei Gladbach, Neuwied (ca. 1140 – 1521)

### Niederlande
- Kloster Mariëndaal bei Serooskerke (ca. 1250 – 1572), vorher in Heille bei Aardenburg

### Österreich
- Stift Pernegg (ca. 1153 – 1585, danach Chorherren, 1783 aufgehoben, gehört jetzt zum Stift Geras)

### Polen
(dort Norbertinerinnen, Norbertanki)
- Kloster Busko, Kleinpolen (aufgehoben)
- Kloster Czarnowanz (Czarnowąsy), Schlesien (aufgehoben)
- Kloster Hebdów, Kleinpolen (aufgehoben, jetzt Piaristen)
- Kloster Imbramowice, Kleinpolen
- Prämonstratenserinnenkloster Krakau, Kleinpolen
- Kloster Krzyżanowice, Kleinpolen (1247–1415, vorher Augustiner-Chorherren 1140, danach Prämonstratenserpriorat bis 1815)
- Kloster Marienbusch Treptow (Trzebiatów), Hinterpommern (1224–1286 in Wischnow, danach 1286–1624/1573 in Treptow)
- Prämonstratenserinnenkloster Płock, Masowien
- Kloster Stolp (Słupsk), Hinterpommern (nicht bestehend)
- Kloster Strzelno, Kujawien
- Kloster Zuckau (Żukowo), Preußen

### Schweiz
- Kloster Berg Sion bei Uetliburg SG (seit 1766, Dritter Orden)

### Tschechien
- Kloster Doksany (dt. Doxan, 1144–1782, seit 1998 von Krakau wiederbesiedelt)
- Kloster Louňovice pod Blaníkem (dt. Launiowitz, 1149/50 bis nach 1672)
- Kloster Rosa Coeli in Dolní Kounice (dt. Kanitz)
- Kloster Chotěšov (dt. Chotieschau, 1202/10–1782)
- Kloster Nová Říše (dt. Neureisch, 1211–1556, danach mit Chorherren neu besiedelt)